# Hermeric I
Hermeric I (Hermericus) fou rei dels sueus.
Hermeric dirigia els sueus quan van entrar a Hispània el 409 i va regnar fins a una època indeterminada a l'entorn del 410. Existeix una forta confusió entre Hermeric I, Hermingar i Hermeric II, i per això molts autors allarguen algunes dècades la seva vida i el seu regnat, fins al 441, i el fan pare de Requila, següent rei sueu i associat al tron des del 438.
Sota el seu regnat, en la seva versió llarga, els sueus, que eren uns 30.000, després d'haver saquejat diferents parts de la península durant un parell d'anys, van establir-se a la Gallaecia (província romana que incloïa l'actual Galícia i zones adjacents) mitjançant un foedus o tractat de federació amb l'emperador Honori el 411 i situant la seva capital a Braga. Les dècades següents van ser pacífiques i d'integració amb la població autòctona, fins que el 429 va emprendre diferents campanyes de saqueig per la Bètica i la Lusitània i, posteriorment, la Tarraconense.
La historiografia gallega ha destacat la figura d'Hermeric com a primer rei del primer estat unificat que es va formar a l'àrea de Galícia.